# Sexta parte de Esferamundi de Grecia
La Sexta parte de Esferamundi de Grecia es un libro de caballerías italiano, escrito por el prolífico autor Mambrino Roseo y publicado en 1564. Es el último de la serie de Esferamundi de Grecia y es continuación de la Quinta parte de Esferamundi de Grecia, el decimosétimo libro de la serie de Amadís de Gaula, que se habría de publicar en 1565, y por consiguiente es el decimoctavo libro de ese ciclo, por lo que se refiere a obras españolas e italianas. De acuerdo con el tópico de la falsa traducción, la obra fue presentada como una traducción del español, pero es con toda certeza obra de Roseo y no se tiene noticia de ningún supuesto original en lengua española.

## Ediciones
La obra fue impresa por primera vez en Venecia en 1564, en la imprenta de Michele Tramezzino, con el título de La sesta e ultima parte della historia dell'inuitissimo principe Sferamundi di Grecia. Nuovamente venuta in luce e ridotta in lingua italiana. De la edición de 1564 sobrevive un solo ejemplar, que se conserva en la Biblioteca Universitaria de Santiago de Compostela.
El libro alcanzó una notoria popularidad en el público italiano, ya que fue reimpreso en 1565, 1569, 1574, 1583, 1600, 1610, 1619 y 1629, siempre en Venecia.

## Argumento
La obra se inicia relatando las aventuras de Dorigel, hijo extramatrimonial de Rogel de Grecia y Calidora, reina de la ínsula Feliz, y prosigue dando cuenta de las proezas de numerosos caballeros, como Anaxandro de Dardania y Floradín de Tracia, hijos de Florarlán de Tracia; Ginoldán, hijo de Fortunián, y Amanio de Astra, hijo de Amadís de Astra, entre otros muchos. Esferamundi de Grecia, emperador de los partos, que da nombre a la serie, y su cuñado e inseparable amigo Amadís de Astra, apenas aparecen en algunos pocos pasajes. 
Los últimos capítulos refieren una larga y sangrienta guerra entre los cristianos y los paganos dirigidos por el rey de Tartaria, que en número ingente atacan el imperio de Trapisonda. Las batallas son muy cruentas y en ellas perecen muchos de los príncipes cristianos, protagonistas de los libros anteriores del ciclo; en el capítulo 126 se da cuenta de la muerte de Falanges de Astra, Astrapolo, Lucidor, Lisuarte de Grecia y el ya muy anciano Amadís de Gaula, este a manos de dos gigantes. En el capítulo 127, que es el último, los paganos son finalmente derrotados, pero mueren Esplandián, Bruneo de Bonamar, Agesilao y muchos otros destacados paladines cristianos. En las últimas líneas, el autor dice que los monarcas sobrevivientes regresaron a sus reinos, donde fueron "renovados los llantos y lamentos, tales que por no poderlos escribir, el autor pone fin aquí a su libro y a la última parte de la historia de Esferamundi de Grecia."

## Traducciones
La Sexta parte de Esferamundi de Grecia fue traducida al francés y se publicó por primera vez en ese idioma en 1581, pero debido a que por cuestiones editoriales la numeración del ciclo francés era distinta de la del hispano-italiano, se convirtió en el vigesimoprimer libro francés. También fue traducida al alemán y publicada en 1593, como vigesimoprimer libro del llamado ciclo de Amadís de Francia. También apareció en neerlandés en 1624.

## Continuaciones
Aunque Mambrino Roseo dio por concluido el ciclo amadisiano con esta obra, un autor alemán cuyo nombre se desconoce escribió una continuación de la obra, El vigesimosegundo libro de Amadís de Gaula, que se publicó por primera vez en Fráncfort en 1594. Esta obra fue traducida al francés y se publicó en París en 1615.  
El escritor francés Gilbert Saulnier Duverdier escribió otra continuación distinta, la Primera parte de Le Romant des Romans, que se publicó en París en 1626.